# Юрджс, Андривс
Андривс Юрджс (иногда Юрджис или Юрджыс, латг. Andrivs Jūrdžs; 30 ноября 1845, Зальмуйжа, ныне Наутренская волость — 22 апреля 1925) — латгальский писатель и общественный деятель.

## Биография
Родился в крестьянской семье. В десятилетнем возрасте потерял отца, из-за напряжённых отношений с отчимом в 16 лет выделился из семьи, получив собственный земельный надел в 15 га. В 1863 г. женился, в браке родилось 11 детей, из которых четверо умерли во младенчестве, сын Питер погиб на Первой мировой войне, сын Станислав был арестован за участие в революционных событиях 1905 года, в тюрьме заболел и вскоре умер.
В 1865 году, в связи с подавлением Польского восстания 1863-1864 годов, на территории Северо-Западного края Российской империи вступил в действие запрет на печать и распространение книг, напечатанных латинским шрифтом. Под этот запрет подпали и книги на латгальском языке (в отличие от книг на латышском языке, печатавшихся готическим шрифтом). Запрет вводился постепенно и фактически вступил в силу в Латгалии в 1871 году.
В результате в Латгалии начало развиваться движение переписчиков, размножавших литературу на латгальском языке от руки. Юрджс, самоучкой выучившийся читать и писать, примкнул к этому движению.
Более чем за полвека Юрджс, работая по ночам, после посвящённого крестьянским занятиям дня, написал от руки 25 книг, некоторые из них до тысячи страниц. Эти книги содержали рассказы и истории, религиозные поучения, записи народных песен, элементы словаря латгальского языка, рекомендации по ведению крестьянского хозяйства, юмористические рассказы.
Юрджс  продолжал переписывать книги и после отмены запрета на латиницу. К 1918 году в результате этой деятельности Юрджс ослеп.
В 1922 году рукописные книги Юрджса были переданы в Латгальскую центральную библиотеку в Резекне, где большинство из них три года спустя сгорело при пожаре. Оставшиеся хранятся в отделе рукописей Академической библиотеки Латвийского университета и в отделе редкой книги Латвийской национальной библиотеки.

## Рукописная литература
В Литве запрет латиницы породил движение "книгонош" („knygnešai”). Изготовление книг наладили в Малой Литве – населенной литовцами части Пруссии, откуда контрабандой доставляли через границу, по 30 000 – 40 000 экземпляров в год. В то же время за годы запрета кириллицей было напечатано всего 55 наименований литовских книг.
Латгальцам могли бы помочь Видземе и Курземе, где запрета на латиницу не было. Однако труднопреодолимым оказался культурный барьер: национально настроенные латыши сомневались, стоит ли считать католиков латгальцев Витебской губернии своими братьями.  Несколько книг было напечатано в Малой Литве, откуда еврейские торрговцы привезли их в Латгалию. Однако большей частью латгальцы стали искать выход из положения сами: переписывать  книги от руки. Самыми известными переписчиками стали Андривс Юрджс и Питер Миглиникс.
По мнению история Алексея Апиниса, рукописная литература расцвела главным образом в центральной части Латгалии -- Режицком и Люцинском уездах (Баркава, Варакляны, Гайгалава, Наутрени, Макашаны). Закономерно, что в этих районах грамотность населения, по переписи 1897 года, была вдвое выше, чем в других районах: 76,5 % против 39,2 %.